# Девон рекс
Девон рекс је раса домаће мачке таласасте длаке, великих, ниско мештених ушију, крупних, размакнутих, овалних очију због чега их неки одгајивачи зову „вилењаци“ или „патуљци“ мачијег света.
Тело Девон рекс мачке је средње дужине, врат је дугачак, ноге су танке и у корену мало савијене, при чему су задње дуже од предњих. Реп је дугачак, танак и обрастао кратком длаком.
Ова раса мачака има малу, клинасту главу и кратку њушку, са испупченим делом из кога расту бркови. 
Длака је таласаста, мека и кратка, тања од длаке Корниш рекса. Бркови и обрве су коврџави.
Девон рекс је опрезна, активна, тиха и радознала мачка, која се лако васпитава.